# Coppa di Francia 1918-1919
La Coppa di Francia 1918-1919, denominata ufficialmente Coupe Charles Drago 1918-1919, è stata la 2ª edizione della coppa nazionale francese, iniziata il 5 ottobre 1918 e conclusa 6 aprile 1919 con la vittoria del CASG, al primo trionfo nella competizione.

## Formula
La formula usata per la seconda edizione della competizione si basa sul torneo ad eliminazione diretta ed è uguale a quello della stagione d'esordio. Ogni squadra si sfida in gara secca e in caso di pareggio alla fine dei tempi regolamentati e dei tempi supplementari si gioca un'ulteriore gara fino a quando uno delle due vince.

## Risultati

### Primo turno
| Squadra 1           | Risultato          | Squadra 2                 |
| ------------------- | ------------------ | ------------------------- |
| 6 ottobre 1918      |                    |                           |
| AS Française        | 4 - 0              | SO Audonien               |
| Légion Saint-Michel | 4 - 0              | Étoile des Deux Lacs      |
| Olympique Pantin    | 8 - 0              | Margarita Club du Vésinet |
| CASG                | forfait            | Enghien Sports            |
| Terreaux            | 5 - 0              | Saint-Bruno Lyon          |
| Cognac              | 1 - 4 3 - 0 (tav.) | JA Angoulême              |
| Stade Jean-Macé     | forfait            | Auxerre                   |
| Stade Toulousain    | 3 - 0 (tav.)       | Stade Montois             |
| US Rennaise         | 1 - 3              | CS Malouin St-Servan      |
| Red Star            | 1 - 0              | USA Clichy                |
| Cadets de Bretagne  | forfait            | CS Rennes                 |
| AS Casino           | 20 - 0             | Éveil Lyon                |
| Rennes              | 6 - 0              | Tour d'Auvergne           |
| Stade Français      | forfait            | Renault FA                |
| Gallia Club         | 4 - 2              | CA Vitry                  |
| FC Lyon             | 19 - 1             | Vaillante de Lyon         |
| AS Lyonnase         | 3 - 2              | Lyon OU                   |
| Laval               | forfait            | US Mans                   |
| Raincy Sport        | forfait            | Championnet Sport         |
| Choisy-Le-Roi       | 4 - 2              | Suisse Paris              |
| VGA Médoc           | 3 - 0              | Stade Bordelais           |
| AVS Auxerroise      | 4 - 2              | ES Dijon                  |
| Patronage Olier     | 2 - 5              | CA Argenteuillais         |
| Montluçon           | forfait            | AS Michelin               |
| RC France           | 4 - 3              | Royal Excelsior           |
| CA Paris            | 3 - 0              | CG Entraînement           |

### Sedicesimi di finale
| Squadra 1            | Risultato    | Squadra 2           |
| -------------------- | ------------ | ------------------- |
| 3 novembre 1918      |              |                     |
| Terreaux             | 2 - 1        | FC Lyon             |
| CS Malouin St-Servan | 3 - 4        | Rennes              |
| RC France            | 4 - 0 (tav.) | CS Argenteuillais   |
| CASG                 | 5 - 1        | Choisy-Le-Roi       |
| CA Paris             | 18 - 1       | Raincy Sport        |
| AS Française         | 3 - 0        | Légion Saint-Michel |
| Stade Jean-Macé      | 3 - 0        | SC Troyes           |
| AS Lyonnaise         | 3 - 1        | AS Casino           |
| Red Star             | 0 - 4        | Stade Français      |
| Le Havre             | 8 - 0        | Club Français       |
| Cognac               | forfait      | Cadets de Bretagne  |
| AS Brestoise         | 4 - 3        | Laval               |
| VGA Médoc            | forfait      | Stade Toulousain    |
| AVS Auxerroise       | forfait      | Montluçon           |
| Olympique Marsiglia  | 2 - 1        | SC Marsiglia        |
| Olympique Pantin     | 7 - 2        | Gallia Club         |

### Ottavi di finale
| Squadra 1        | Risultato   | Squadra 2           |
| ---------------- | ----------- | ------------------- |
| 1º dicembre 1918 |             |                     |
| CASG             | 2 - 0       | Stade Français      |
| Olympique Pantin | 4 - 3       | RC France           |
| Rennes           | 5 - 0       | AS Brestoise        |
| CA Paris         | forfait     | Le Havre            |
| Stade Jean-Macé  | 1 - 4       | AS Française        |
| AVS Auxerroise   | 1 - 7       | Terreaux            |
| VGA Médoc        | 12 - 0      | Cognac              |
| AS Lyonnaise     | 1 - 1 (dts) | Olympique Marsiglia |

#### Replay
| Squadra 1           | Risultato | Squadra 2    |
| ------------------- | --------- | ------------ |
| 1º dicembre 1918    |           |              |
| Olympique Marsiglia | 2 - 1     | AS Lyonnaise |

### Quarti di finale
| Squadra 1        | Risultato | Squadra 2    |
| ---------------- | --------- | ------------ |
| 5 gennaio 1919   |           |              |
| Olympique Pantin | 2 - 1     | CA Paris     |
| CASG             | 4 - 2     | AS Française |
| VGA Médoc        | 3 - 1     | Terreaux     |
| Rennes           | 1 - 0     | AS Lyonnaise |

### Semifinale
| Squadra 1    | Risultato | Squadra 2        |
| ------------ | --------- | ---------------- |
| 3 marzo 1918 |           |                  |
| VGA Médoc    | 3 - 4     | Olympique Pantin |
| Rennes       | 3 - 4     | CASG             |

### Finale
| Arbitro: | Armand Thibaudeau |

|                               |           |                           |
| Devic 20’ Hatzfeld 110’, 118’ | Marcatori | 60’ Darques 100’ Dewaquez |